# Momoiro Sparkling
Momoiro Sparking (桃色スパークリング Momoiro supākuringu?, Brillo Rosa) es el 17º sencillo de ℃-ute. El sencillo fue lanzado el 25 de mayo de 2011 en ediciones limitadas A, B y regulares, ambas ediciones limitadas con DVD extra. Las ediciones limitadas y la primera edición de la edición regular venían con una tarjeta con el número de serie, que podía ganar un boleto. a uno de los eventos de lanzamiento del sencillo cuando ingresa en la lotería. 

## Lista de Canciones

### CD
- Momoiro Sparkling
- FARAWAY
- Momoiro Sparkling (Instrumental)

### Edicion Limitada A
- Momoiro Sparkling (Dance Shot Ver.)

### Edicion Limitada B
- Momoiro Sparkling (Close-up Ver.)

### Single V
- Momoiro Sparkling (PV)
- Momoiro Sparkling (Close-up Another Ver.)
- Making of (メイクング映像)

### Event V
- Momoiro Sparkling (Yajima Maimi Solo Ver.)
- Momoiro Sparkling (Nakajima Saki Solo Ver.)
- Momoiro Sparkling (Suzuki Airi Solo Ver.)
- Momoiro Sparkling (Okai Chisato Solo Ver.)
- Momoiro Sparkling (Hagiwara Mai Solo Ver.)

## Miembros presentes
- Maimi Yajima
- Saki Nakajima
- Airi Suzuki
- Chisato Okai
- Mai Hagiwara